# Macchi M.5
Le Macchi M.5 est un hydravion monocoque biplan de la Première Guerre mondiale.